# María Moliner
María Moliner (Paniza, 30 de março de 1900 – Madrid, 22 de janeiro de 1981) foi uma bibliotecária e lexicógrafa espanhola. 

## Biografia
Licenciada em História (1921) pela Universidade de Saragoça, trabalhou entre 1922 e 1970 como funcionária de arquivos e bibliotecas. A sua candidatura à Real Academia Espanhola em 1972 foi rejeitada. Se tivesse ingressado, teria sido a primeira mulher membro da Academia.
Activa promotora da difusão cultural através das Bibliotecas Populares durante a Segunda República Espanhola.
Autora do prestigioso Diccionario de uso del español, uma das principais obras da lexicografia espanhola, cuja primeira edição foi publicada em 1966-67 pela editora Gredos. Em 1998 foi publicada uma segunda edição que consta de dois volumes e um CD-ROM, bem como una edição abreviada. Em setembro de 2007 foi publicada a terceira edição, revista e actualizada.